# 講道館四天王
講道館四天王（こうどうかんしてんのう）為柔道的講道館創立期至黎明期間，與其他流派比賽時的四名代表選手，之後以講道館的師範代之身活躍的西鄉四郎、横山作次郎、山下義韶、富田常次郎等四名嘉納治五郎的弟子。
此四人可以說是講道館最強，連由其他柔術道場移往講道館的經驗者也難以相提並論。另外還常前往警視廳等地與其他流派交流，以可與柔術高手匹敵的實力將柔道大力普及。